# Mate Raos
Mate Raos (Knin, 17. kolovoza 1931. – Split, 17. rujna 1990.), hrvatski književnik, pjesnik i romanopisac.

## Životopis
Rođen je 17. kolovoza 1931. u Kninu. Podrijetlom iz Vrgorca. Započeo je kao prozaik, knjigom novela "Ratnici" (Razlog, Zagreb, 1963.), potom objavljuje kraći roman "Bijela lisica", poslije kojega je uslijedila duža stanka (većinom uvjetovana totalitarnom sviješću tadašnjih "gospodara" splitske književne scene, ali i neaktivnošću samoga pisca). Nastavlja kao pjesnik 1986. (zbirka "Donji žrvanj"), objavivši ukupno tri pjesničke knjige, od kojih je jedna tiskana postumno. Preminuo je 17. rujna 1990. u Splitu

## Djela
Objavljene knjige:
- Ratnici, novele, 1963.
- Bijela lisica, roman, 1968.
- Donji žrvanj, pjesme, 1986.
- Krov u torbi, pjesme, 1988.
- Kolac u glavi, pjesme, 1992.